# Устьянские волости
Устьянские волости (Устьянские сохи) — особое административно-территориальное образование в составе Московского княжества, Русского царства, Архангелогородской губернии Российской империи.

## География
Устьянские волости находились в Заволочье в верховье реки Ваги её левых притоков Вели и Пежме и правому притоку Устье с её притоками Кокшеньге, Чадроме, Соденьге и Волюге. Верховье реки Устьи близко сходится с истоками рек Верхняя Ёрга и Нижняя Ёрга, впадающих в Сухону. Через сухопутный волок между верховьями этих рек можно было попасть через Сухону в Великий Устюг. По Устье шло сообщение города Великий Устюг с Вагой. В первом случае спускались вниз по реке, обратно плыли по притоку верхней Устьи Утюксе и далее — по 30 километровому сухопутному волоку до села Черевково на Северной Двине.

## История
В начале XVI века Устьянские волости входили в состав Юстюжского уезда у которого их оспаривала Тотьма. В середине XVI века впервые упоминаются Устьянские волости как отдельная административно-территориальная единица. В 1555 году Устьянским волостям была дана Уставная Грамота, по которой они получили право самоуправления.
При Фёдоре Иоановиче Устьянские волости вместе с Тотемским уездом были пожалованы Дмитрию Годунову. При новой династии Устьянские волости обособляются в особый административный округ-уезд без центрального города наподобие Заонежских погостов. При этом все 9 волостей представляли собой единое административное целое и отдавались в кормление одному волостелю, двор которого по Уставной грамоте Василия III находился в волости Чадрома. Отмена управления волостеля относится 1555 году.
В 1589 году на Устьянской земле, во Введенской волости, законоискусником Рычко был создан «Судебник Устьянских волостей». Судебник 1589 года, созданный как правовых норм Северного Поморья, применялся затем повсеместно в российских судах более 200 лет. Во второй половине XVII века из Устьянского края вывозилось на Благовещенскую ярмарку не менее 10 тысяч пудов зерна.
В начале XVII века для управления Устьянскими волостями стал назначаться из Москвы «приказной человек». В 1622 году, по ходатайству волостей, назначение «приказного человека» прекратилось, суд и сбор податей были переданы земский выборным, с наложением на волости особого «оброка». В 1692 году фамилиями на -ых/-их было названо 42 % крестьян Устьянских волостей. С введением смоляной повинности (1706 год) в Устьянских волостях стало развиваться смолокурение, особенно — в Чадромской волости. Поэтому Чадромского бурмистра Афанасия Беляева назначили ответственным за производство смолы по всем Устьянским волостям.
После введения Петром I губернского деления страны, Устьянские волости вошли в 1708 году состав Архангелогородской губернии. В 1719 году был образован Важский дистрикт, в 1727 году был вновь образован Важский уезд.
В 1780 году Устьянские волости как самостоятельная единица были упразднены. Чушевицкая и Пежемская волости вошли в состав Вельского уезда, часть волостей входит в состав Тотемского уезда, а основная часть Устьянских волостей, расположенных в бассейне реки Устья отходят к вновь созданному Красноборскому уезду Вологодского наместничества. После упразднения в 1796 году Красноборского уезда, эти волости отошли к Вельскому уезду Вологодской губернии.

## Административное деление
Всего на Устье было 9 волостей, Шангальская, Никольская Волюсная и Введенская волости входили в Введенский стан:
- Пежма
- Чушевицкая
- Чадромская
- Растовская (Заячерицкая)
- Соденга
- Шангала
- Никольская Волюсная
- Введенская
- Дмитриевская